# زهری (نهبندان)
زهری یا زهره روستایی در دهستان سیدال بخش سرداران  شهرستان نهبندان استان خراسان جنوبی ایران است. بر پایه سرشماری عمومی نفوس و مسکن در سال ۱۴۰۱ جمعیت این روستا ۶۵ نفر (در ۲۶ خانوار) بوده است.